# Чесапийк
 Тази статия е за естуара.  За града вижте Чесапийк (Вирджиния).  
Чесапийк (на английски: Chesapeake Bay) е залив на Атлантическия океан от ингресионно-естуарен тип, намиращ се край източния бряг на САЩ, до щатите Мериленд и Вирджиния, между континента на запад и полуостров Делауер на изток. Явява се естуар на река Саскуехана и е най-големият в САЩ. Дължината му от север на юг е 322 км, а ширината – от 5 до 48 км. Дълбочината му достига до 28 м, а на фарватера – над 11 м. Бреговете му са ниски, заблатени и силно нарязани от вторичните естуари на многочислените реки, вливащи се в него (Саскуехана, Патуксент, Потомак, Рапаханок, Йорк, Джеймс, Чоптанк, Нантикок и др.), образуващи удобни естествени пристанища. В него са разположени и множество малки острови: Кент, Блудсуърт, Саут Марш, Смит и др. Приливите са полуденонощни, с височина до 1 м. В северната му част е разположен големият пристанищен град Балтимор. Над залива, близо до Анаполис, е издигнат дългият близо 7 км мост Чесапийк Бей Бридж, който свързва по-слабо населения и аграрен източен бряг с гъстонаселения и урбанизиран западен.
Първият европеец, който проучва бреговете на Чесапийк (1607 – 1609), е легендарният капитан Джон Смит, известен от легендата за Покахонтас.